# Ciclismo en los Juegos Olímpicos de París 2024 – Velocidad por equipos femenino
La prueba de ciclismo en pista de velocidad por equipos femenino en los Juegos Olímpicos de París se llevó a cabo en París, Francia el 5 de agosto de 2024 en el Velódromo de Saint-Quentin-en-Yvelines de la ciudad de París.

## Formato de competición
Esta disciplina consta de dos fases: una primera fase de clasificación y una segunda fase de finales. La prueba de velocidad por equipos en el ciclismo de pista es una carrera de velocidad que enfrenta a dos cuartetos de ciclistas. La carrera consta de tres vueltas al velódromo, con dos equipos enfrentándose en la pista simultáneamente, cada uno en una pista, a un ritmo muy acelerado y así se consigue un ganador por mejor tiempo.

## Horario
Todos los horarios están en UTC tiempo de Francia (+1 GMT)
| Fecha                     | Tiempo | Evento        |
| ------------------------- | ------ | ------------- |
| Lunes 5 de agosto de 2024 | 10:00  | Clasificación |
| Lunes 5 de agosto de 2024 | 11:55  | Primera ronda |
| Lunes 5 de agosto de 2024 | 12:46  | Finales       |

## Resultados

### Clasificación
- Las clasificaciones finalizaron de la siguiente forma:[4]

| Clasificación | Clasificación | Clasificación                                         | Clasificación | Clasificación     |
| Posición      | País          | Ciclistas                                             | Tiempo        | Vel. media (km/h) |
| ------------- | ------------- | ----------------------------------------------------- | ------------- | ----------------- |
| 1.º           | Reino Unido   | Katy Marchant Sophie Capewell Emma Finucane           | 45.472"       | 59.377 WR Q       |
| 2.º           | Nueva Zelanda | Rebecca Petch Shaane Fulton Ellesse Andrews           | 45.593"       | 59.220 Q          |
| 3.º           | Alemania      | Pauline Grabosch Emma Hinze Lea Friedrich             | 45.644"       | 59.153 Q          |
| 4.º           | Países Bajos  | Kyra Lamberink Hetty van de Wouw Steffie van der Peet | 46.086"       | 58.586 Q          |
| 5.º           | China         | Guo Yufang Bao Shanju Yuan Liying                     | 46.458"       | 58.117 Q          |
| 6.º           | México        | Jessica Salazar Valles Yuli Verdugo Daniela Gaxiola   | 46.587"       | 57.956 Q          |
| 7.º           | Polonia       | Marlena Karwacka Urszula Łoś Nikola Sibiak            | 47.284"       | 57.102 Q          |
| 8.º           | Canadá        | Sarah Orban Lauriane Genest Kelsey Mitchell           | 47.578"       | 56.749 Q          |

Regla de clasificación: Los equipos clasificados del 1.º al 8.º se clasificaron a primera ronda.

WR: Record mundial.

### Primera ronda
- Las clasificaciones de primera ronda finalizaron de la siguiente forma:[5]

| Clasificación | Clasificación | Clasificación | Clasificación                                         | Clasificación | Clasificación     |
| Serie         | Posición      | País          | Ciclistas                                             | Tiempo        | Vel. media (km/h) |
| ------------- | ------------- | ------------- | ----------------------------------------------------- | ------------- | ----------------- |
| 1             | 1             | Países Bajos  | Kyra Lamberink Hetty van de Wouw Steffie van der Peet | 45.798"       | 58.955 QB         |
| 1             | 2             | China         | Bao Shanju Guo Yufang Yuan Liying                     | 46.362"       | 58.237            |
| 2             | 1             | Alemania      | Emma Hinze Lea Friedrich Pauline Grabosch             | 45.377"       | 59.502 QB         |
| 2             | 2             | México        | Jessica Salazar Valles Yuli Verdugo Daniela Gaxiola   | 46.198"       | 58.444            |
| 3             | 1             | Nueva Zelanda | Ellesse Andrews Rebecca Petch Shaane Fulton           | 45.348"       | 59.540 QG         |
| 3             | 2             | Polonia       | Urszula Łoś Marlena Karwacka Nikola Sibiak            | 47.022"       | 57.420            |
| 4             | 1             | Reino Unido   | Katy Marchant Emma Finucane Sophie Capewell           | 45.338"       | 59.553 WR QG      |
| 4             | 2             | Canadá        | Lauriane Genest Sarah Orban Kelsey Mitchell           | 46.816"       | 57.673            |

QG: Calificado para el oro.

QB: Calificado para el bronce.

WR: Record mundial.

### Finales
- Los resultados finalizaron de la siguiente forma:[6]

| Posición | País          | Ciclistas                                             | Tiempo  | Vel. media (km/h) |
| -------- | ------------- | ----------------------------------------------------- | ------- | ----------------- |
|          | Reino Unido   | Katy Marchant Emma Finucane Sophie Capewell           | 45.186" | 59.753 WR         |
|          | Nueva Zelanda | Ellesse Andrews Shaane Fulton Rebecca Petch           | 45.659" | 59.134            |
|          | Alemania      | Lea Friedrich Pauline Grabosch Emma Hinze             | 45.400" | 59.471            |
| 4.º      | Países Bajos  | Kyra Lamberink Hetty van de Wouw Steffie van der Peet | 45.690" | 59.094            |
| 5.º      | México        | Jessica Salazar Valles Yuli Verdugo Daniela Gaxiola   | 46.251" | 58.377            |
| 6.º      | China         | Bao Shanju Guo Yufang Yuan Liying                     | 46.572" | 57.975            |
| 7.º      | Polonia       | Marlena Karwacka Urszula Łoś Nikola Sibiak            | 47.175" | 57.234            |
| 8.º      | Canadá        | Lauriane Genest Kelsey Mitchell Sarah Orban           | 47.631" | 56.686            |